# Ostrołęka
Ostrołęka (Duits: Ostrolenka) is een stad in het Poolse woiwodschap Mazovië. Het is een stadsdistrict. De stad telt 52.611 inwoners (2014) en is gelegen aan de Narew.
Ostrołęka onderhoudt jumelages met Balassagyarmat (Hongarije), Meppen (Duitsland) en Alytus (Litouwen).
In 1807 werd de Slag bij Ostrolenka gevochten tussen napoleontische troepen en de Russen, tijdens de Vierde Coalitieoorlog.

## Verkeer en vervoer
- Station Ostrołęka

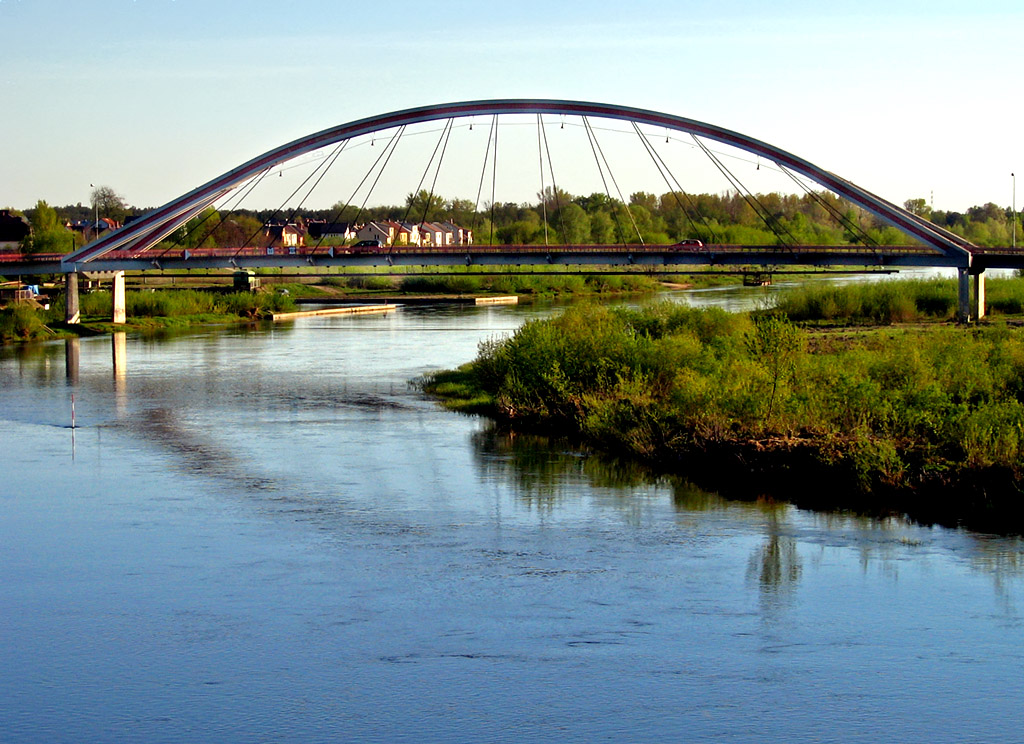
De Madalinskibrug over de Narew
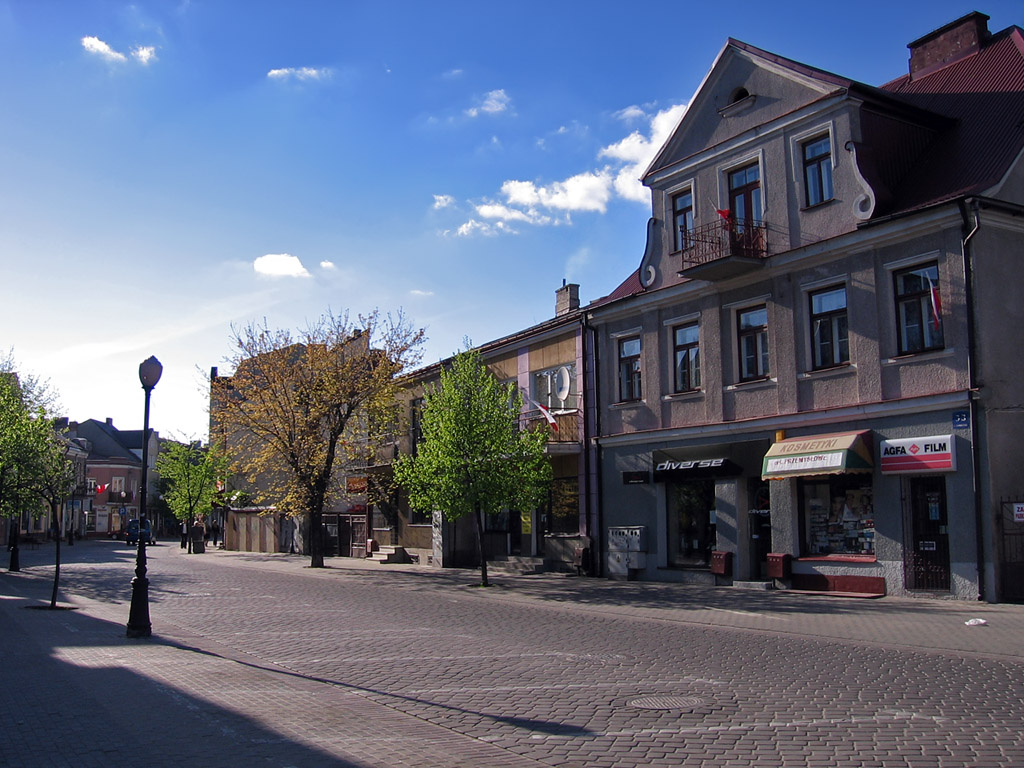
De Glowackiegostraat

Stadsdistricten:
Ostrołęka · Płock · Radom · Siedlce · Warschau (Warszawa)

Districten:
Białobrzegi · Ciechanów · Garwolin · Gostynin · Grodzisk Mazowiecki · Grójec · Kozienice · Legionowo · Lipsko · Łosice · Maków Mazowiecki · Mińsk Mazowiecki · Mława · Nowy Dwór Mazowiecki · Ostrołęka · Ostrów Mazowiecka · Otwock · Piaseczno · Płock · Płońsk · Pruszków · Przasnysz · Przysucha · Pułtusk · Radom · Siedlce · Sierpc · Sochaczew · Sokołów Podlaski · Szydłowiec · Warschau-West · Węgrów · Wołomin · Wyszków · Zwoleń · Żuromin · Żyrardów